# Inter Riviera Maya
El Internacional Riviera Maya Fútbol Club, más conocido como Inter Riviera Maya, fue un equipo de fútbol mexicano que jugó en la Primera División 'A' durante la temporada 2003-2004. Tuvo su sede en la ciudad de Playa del Carmen, Quintana Roo.

## Historia
El equipo nació en el verano de 2003 tras la adquisición de la franquicia perteneciente al Atlético Yucatán dando como resultado el surgimiento de un conjunto de fútbol en la zona de la Riviera Maya. El debut del conjunto playense se dio el 10 de agosto de 2003 con un empate a un gol ante Tigrillos Coapa en la cancha del Estadio Azteca.
El primer partido como local de la escuadra se disputó el 15 de agosto con una derrota de 0-1 ante los Lagartos de Tabasco. La primera victoria llegaría el 1 de octubre al derrotar 2-1 a Nacional Tijuana como local. Durante el Apertura 2003, el conjunto registró los peores números de la competición al quedar en la última posición al solo haber conseguido 12 puntos producto de dos victorias y seis empates terminando así su única participación como tal en un torneo profesional.
En el Clausura 2004, los Mayas cambiaron su denominación a Azucareros de Córdoba y el ex conjunto playense pasó a disputar sus partidos en el Centro de Alto Rendimiento de la Ciudad de México abandonando Playa del Carmen por el poco apoyo ante el ya establecido Inter Playa del Carmen.
En el verano de 2004 la ex franquicia del Inter Riviera Maya fue vendida y pasó a convertirse en los Huracanes de Colima, quienes continuaron con los números de los Mayas y los Azucareros, sin embargo el conjunto colimense volvería en 2005 a Playa del Carmen cuando el Club América eligió a la ciudad como sede de su filial llamada Águilas de la Riviera Maya creada tras tomar posesión del club que se había quedado sin sede tras un conflicto en un partido, sin embargo, la filial americanista permanecería únicamente unos meses para luego trasladarse a la Ciudad de México como consecuencia del impacto del Huracán Wilma en la región.

## Estadio
Artículo principal: Estadio Mario Villanueva Madrid
El Inter Riviera Maya tuvo su sede como local en el estadio Mario Villanueva Madrid, localizado en Playa del Carmen, contaba durante el periodo del equipo con una capacidad de 7,000 espectadores.

## Uniforme
- Local: camiseta blanca con líneas delgadas en azul marino, pantalón azul marino y medias azul marino.
- Visitante: camiseta gris con vivos en azul marino, pantalón gris y medias azul marino.